# Bitung
Bitung (Indonesisch: Kota Bitung) is een stad en gemeente op het Indonesische eiland Sulawesi. De stad is gelegen in de provincie Noord-Sulawesi.